# زمین‌لرزه ۱۹۳۱ فویون
زمین‌لرزه فویون  در تاریخ ۱۰ اوت ۱۹۳۱ میلادی، برابر با ‎۱۸ مرداد ۱۳۱۰، ساعت ۲۱:۱۸:۴۷ به زمان یوتی‌سی در چین ، منطقه فویون رخ داد. ژرفای این زلزله ۳۵ کیلومتر بود. بزرگی آن ۷٫۹ در مقیاس Mw اعلام شده‌است. زمین‌لرزه به وقت محلی در روز سه‌شنبه، ساعت ۵ روی داده و منطقه زمانی آن یوتی‌سی +۸ بوده‌است .
سازمان زمین‌شناسی آمریکا نیز جای این زمین‌لرزه را در مختصات ۴۷°۰۶′شمالی ۸۹°۴۸′شرقی / ۴۷٫۱°شمالی ۸۹٫۸°شرقی و بزرگی آنرا برابر با ۸ در مقیاس ریشتر اعلام کرده‌است. ژرفای گزارش شده از سوی این سازمان ۲۵ کیلومتر می‌باشد.
شمار کشتگان زلزله حدود ۱۰۰۰۰ نفر بوده‌است.